# Enemion occidentale
Enemion occidentale är en ranunkelväxtart som först beskrevs av William Jackson Hooker och Arn., och fick sitt nu gällande namn av James Ramsay Drummond och Hutchinson. Enemion occidentale ingår i släktet Enemion och familjen ranunkelväxter. Inga underarter finns listade i Catalogue of Life.